# ジャスミン・トリンカ
ジャスミン・トリンカ（Jasmine Trinca, 1981年4月24日 - ）は、イタリアの女優である。

## 人物
『息子の部屋』や『ミエーレ』への出演で知られている。2017年公開の映画『フォルトゥナータ』でダヴィッド・ディ・ドナテッロ主演女優賞を獲得した。

## 経歴
ローマ生まれ。ローマ大学在学中の2001年、ナンニ・モレッティ監督・主演作『息子の部屋』に出演し、イタリア・ゴールデングローブ賞最優秀新人女優賞およびナストロ・ダルジェント賞グリエルモ・ビラーギ賞を受賞したほか、ダヴィッド・ディ・ドナテッロ助演女優賞にノミネートされる。なお、大学では考古学を専攻していた。
2003年、マルコ・トゥリオ・ジョルダーナ監督作『輝ける青春』に出演し、ナストロ・ダルジェント主演女優賞を受賞する。
2007年、第60回カンヌ国際映画祭「ある視点」部門の審査員を務める。
2009年、第66回ヴェネツィア国際映画祭にてマルチェロ・マストロヤンニ賞を受賞する。
2011年、ベルトラン・ボネロ監督作『メゾン ある娼館の記憶』に出演する。
2013年、『いつか行くべき時が来る』（2012年公開）および『ミエーレ』（2013年公開）で第67回ナストロ・ダルジェント主演女優賞を受賞する。
2017年、セルジオ・カステッリット監督作『フォルトゥナータ』に出演し、ダヴィッド・ディ・ドナテッロ主演女優賞を受賞する。
2018年、アレッシオ・クレモニーニ（Alessio Cremonini）監督作『Sulla mia pelle』に出演し、ダヴィッド・ディ・ドナテッロ助演女優賞にノミネートされる。
2019年、フェルザン・オズペテク監督作『幸運の女神』に出演し、再びダヴィッド・ディ・ドナテッロ主演女優賞とナストロ・ダルジェント主演女優賞を受賞する。

## フィルモグラフィー

### 映画
- 息子の部屋 La stanza del figlio （2001年）
- 輝ける青春 La meglio gioventù （2003年）
- 野良犬たちの掟 Romanzo criminale （2005年）
- イタリア的、恋愛マニュアル Manuale d'amore （2005年）
- サンテンハチジュウナナ Trevirgolaottantasette（2005年） - 短編
- 夫婦の危機 Il caimano （2006年）
- Piano, solo（2007年）
- Il grande sogno （2009年）
- Ultimatum （2009年）
- La sottile mensola rossa（2010年） - 短編
- メゾン ある娼館の記憶 L'Apollonide: Souvenirs de la maison close （2011年）
- Ti amo troppo per dirtelo（2012年）
- いつか行くべき時が来る Un giorno devi andare （2012年） - イタリア映画祭2014にて上映
- ミエーレ Miele （2013年） - イタリア映画祭2014にて上映
- Une autre vie（2013年）
- サンローラン Saint Laurent （2014年）
- ザ・ガンマン The Gunman  （2015年）
- 素晴らしきボッカッチョ Maraviglioso Boccaccio（2015年） - イタリア映画祭2016にて上映
- Nessuno si salva da solo（2015年）
- 歓びのトスカーナ La pazza gioia（2016年） - カメオ出演
- Tommaso（2016年）
- SLAM／スラム Slam - Tutto per una ragazza（2016年）
- フォルトゥナータ Fortunata （2017年） - イタリア映画祭2018にて上映
- 幸せな感じ Euforia（2018年） - イタリア映画祭2019にて上映
- Sulla mia pelle（2018年）
- 泣いたり笑ったり Croce e delizia（2019年） - イタリア映画祭2021にて上映
- 幸運の女神 La dea fortuna（2019年） - イタリア映画祭2020にて上映
- スーパーヒーローズ Supereroi（2021年） - イタリア映画祭2022にて上映

### テレビ
- ゲシュタポ・地獄の追跡 ホロコーストの子供たち La fuga degli innocenti （2004年）
- 対独パルチザン戦線1943 ナチス包囲の島 Cefalonia （2005年）

## 主な受賞
ダヴィッド・ディ・ドナテッロ賞
- 主演女優賞（2018年）　『フォルトゥナータ』
- 主演女優賞（2020年）　『幸運の女神』

ナストロ・ダルジェント賞
- グリエルモ・ビラーギ賞（2001年）　『息子の部屋』
- 主演女優賞（2004年）　『輝ける青春』
- 主演女優賞（2013年）　『いつか行くべき時が来る』『ミエーレ』
- 主演女優賞（2017年）　『フォルトゥナータ』
- 主演女優賞（2019年）　『幸運の女神』

イタリア・ゴールデングローブ賞
- 最優秀新人女優賞（2001年）　『息子の部屋』
- 最優秀女優賞（2013年）　『ミエーレ』

ヴェネツィア国際映画祭
- マルチェロ・マストロヤンニ賞（2009年）　『Il grande sogno』

カンヌ国際映画祭
- ある視点俳優賞（2017年）　『フォルトゥナータ』